# Guldfuglen
Guldfuglen er en amerikansk stumfilm fra 1922 af Paul Powell.

## Medvirkende
- Agnes Ayres som Mary Fenton
- Tom Gallery som Blake Walford
- Edith Yorke som Ellen Marsh
- Howard Ralston som Bill Marsh
- Edward Martindel som Loftus Walford
- Sylvia Ashton som Mrs. Walford
- Clarence Burton som Red Conroy